# Pultenaea subspicata
Pultenaea subspicata är en ärtväxtart som beskrevs av George Bentham. Pultenaea subspicata ingår i släktet Pultenaea och familjen ärtväxter. Inga underarter finns listade i Catalogue of Life.